# Jesper
Jesper, mansnamn, är en nordisk ombildning av Jasper, som är en tysk sidoform till Caspar (se Kasper). Detta namn är i sin tur troligen av persiskt ursprung och betyder "skattmästare". Enligt andra teorier skall namnet betyda kejsare, då Kasper tros vara en tysk form av Caesar. Inga källor bekräftar dock detta. Betydelsen av namnet är omtvistat.
På 1990-talet förvandlades Jesper från ett ovanligt namn till ett av de allra vanligaste. År 1994 nådde Jesper 20-i-topp och kulmen nådde 1995 då namnet blev nummer 14 på topplistan. Bland män över 30 år är namnet inte ett av de 250 vanligaste.
31 december 2005 fanns det totalt 19 479 personer i Sverige med namnet, varav 16 404 med det som tilltalsnamn, vilket motsvarar ca 0,5% av Sveriges manliga befolkning. År 2001 fick 427 pojkar namnet, varav 340 fick det som tilltalsnamn.
Jesper är ett väldigt vanligt namn i Danmark där 34 542 personer 2007 hade Jesper som tilltalsnamn, vilket motsvarar hela 1,3% av Danmarks manliga befolkning. I engelsk- och tyskspråkiga länder är formen "Jasper" den vanligaste, i det senare fallet är namnet även vanligt som efternamn.
Namnsdag i Sverige: 26 juli - efter biskopen och psalmförfattaren Jesper Swedberg (se nedan), som avled detta datum år 1735. I den finlandssvenska namnsdagslängden har Jesper namnsdag 20 oktober sedan 1995. Från 2020 finns också parallellformen Jasper i den finlandssvenska namnsdagskalendern.

## Personer vid namn Jesper
- Jesper Adefelt, skådespelare
- Jesper Anderberg, keybordist, gitarrist The Sounds
- Jesper Asholt, dansk skådespelare
- Jesper Aspegren, TV-kändis
- Jesper Binzer, dansk musiker
- Jesper Blomqvist, f.d. fotbollsproffs, numera expert i TV
- Jesper Christensen, dansk skådespelare
- Jesper Grønkjær, dansk fotbollsspelare
- Jesper Jensen (författare) (1931–2009), dansk psykolog och författare
- Jesper Jensen (boxare) (född 1967), dansk boxare (flugvikt), deltog vid OS 1992 i Barcelona
- Jesper Jensen (handbollstränare) (född 1977), dansk handbollstränare och tidigare handbollsspelare
- Jesper Jensen (ishockeyspelare född 1987), svensk-dansk ishockeyspelare (center)
- Jesper Jensen (ishockeyspelare född 1991), dansk ishockeyspelare (back)
- Jesper Jensen (handbollsspelare född 2000), svensk handbollsspelare
- Jesper Juul, dansk familjeterapeut och fackboksförfattare
- Jesper Kyd, kompositör
- Jesper Mattson Cruus af Edeby, riksråd
- Jesper Modin, svensk längdskidåkare
- Jesper Nelin, skidskytt, OS-guld 2018
- Jesper Odelberg, ståuppkomiker
- Jesper Parnevik, golfspelare och TV-personlighet
- Jesper Rönndahl, komiker
- Jesper Strömblad, tidigare gitarrist i In Flames
- Jesper Swedberg, biskop, professor och psalmförfattare
- Jesper Svenbro, författare, ledamot av Svenska Akademien